# Satz von Scorza Dragoni
Der Satz von Scorza Dragoni ist ein Resultat aus der Theorie der gewöhnlichen Differentialgleichungen. Er macht eine Aussage über die Lösbarkeit eines Randwertproblems erster Art. Im Jahr 1935 wurde er von dem italienischen Mathematiker Giuseppe Scorza Dragoni bewiesen.

## Aussage
Das reelle Randwertproblem
{\displaystyle u''(x)=f(x,u(x),u'(x)),\quad u(a)=u(b)=0}
ist in {\displaystyle C^{2}} lösbar, wenn {\displaystyle f\colon [a,b]\times \mathbb {R} ^{2}\to \mathbb {R} } stetig und beschränkt ist.
Eine Aussage über die Eindeutigkeit der Lösung liefert der Satz nicht. Der Beweis des Satzes kann mit dem Fixpunktsatz von Schauder geführt werden.